# Columba sjostedti
Columba sjostedti là một loài chim trong họ Columbidae.